# Lucas Serme
Lucas Serme (* 25. Februar 1992 in Créteil) ist ein französischer Squashspieler. 

## Karriere
Lucas Serme begann seine professionelle Karriere in der Saison 2009 und gewann bislang sieben Titel auf der PSA World Tour. Seine höchste Platzierung in der Weltrangliste erreichte er mit Position 32 im Oktober 2018. Mit der französischen Nationalmannschaft wurde er 2015, 2017 und 2018 Europameister. Er stand 2017 im französischen Kader bei der Weltmeisterschaft. Im selben Jahr wurde er französischer Meister. 2017 und 2020 wurde er französischer Meister.
Seine Schwester Camille Serme ist ebenfalls aktiver Squashprofi. Seit Juli 2016 ist er mit der tschechischen Squashspielerin Anna Klimundová verheiratet.

## Erfolge
- Europameister mit der Mannschaft: 3 Titel (2015, 2017, 2018)
- Gewonnene PSA-Titel: 7
- Französischer Meister: 2017, 2020